# 가미토노촌
가미토노촌(上殿村)은 일본 히로시마현 야마가타군에 설치되었던 촌이다. 현재의 야마가타군 아키오타정의 일부에 해당한다.